# Ribouisse
Ribouisse  est une commune française, située dans le nord-ouest du département de l'Aude en région Occitanie.
Sur le plan historique et culturel, la commune fait partie du Lauragais, l'ancien « Pays de Cocagne », lié à la fois à la culture du pastel et à l’abondance des productions, et de « grenier à blé du Languedoc ». Exposée à un climat méditerranéen, elle est drainée par la Vixiège, le ruisseau de Pech d'Acou, le ruisseau de Gélade et par divers autres petits cours d'eau. La commune possède un patrimoine naturel remarquable composé d'une zone naturelle d'intérêt écologique, faunistique et floristique.
Ribouisse est une commune rurale qui compte 101 habitants en 2022, après avoir connu un pic de population de 375 habitants en 1841. Elle fait partie de l'aire d'attraction de Castelnaudary. Ses habitants sont appelés les Ribouissais ou  Ribouissaises.

## Géographie

### Communes limitrophes
Les communes limitrophes sont  Cazalrenoux, Gaja-la-Selve, Lafage, Plavilla et Saint-Julien-de-Briola.
|        | Gaja-la-Selve | Cazalrenoux            |
| Lafage | Ribouisse     | Saint-Julien-de-Briola |
|        | Plavilla      |                        |

### Hydrographie
La commune est dans le bassin de la Garonne, au sein du bassin hydrographique Adour-Garonne. Elle est drainée par la Vixiège, le ruisseau de Pech d'Acou, le ruisseau de Gélade, le ruisseau de Miquel et par divers petits cours d'eau, qui constituent un réseau hydrographique de 11 km de longueur totale,.
La Vixiège, d'une longueur totale de 33,6 km, prend sa source dans la commune de Saint-Gaudéric et s'écoule du sud vers le nord, puis vers l'ouest et à nouveau vers le nord. Elle traverse la commune et se jette dans l'Hers-Vif à Belpech, après avoir traversé 19 communes.
Le ruisseau de Pech d'Acou, d'une longueur totale de 10,6 km, prend sa source dans la commune de Saint-Gaudéric et s'écoule du sud-est vers le nord-ouest. Il traverse la commune et se jette dans la Vixiège à Gaja-la-Selve, après avoir traversé 5 communes.

### Climat
Pour des articles plus généraux, voir Climat de l'Occitanie et Climat de l'Aude.
En 2010, le climat de la commune est de type climat méditerranéen altéré, selon une étude s'appuyant sur une série de données couvrant la période 1971-2000. En 2020, Météo-France publie une typologie des climats de la France métropolitaine dans laquelle la commune est dans une zone de transition entre le climat océanique altéré et le climat de montagne ou de marges de montagne et est dans la région climatique Aquitaine, Gascogne, caractérisée par une pluviométrie abondante au printemps, modérée en automne, un faible ensoleillement au printemps, un été chaud (19,5 °C), des vents faibles, des brouillards fréquents en automne et en hiver et des orages fréquents en été (15 à 20 jours).
Pour la période 1971-2000, la température annuelle moyenne est de 12,7 °C, avec une amplitude thermique annuelle de 15,6 °C. Le cumul annuel moyen de précipitations est de 856 mm, avec 9,9 jours de précipitations en janvier et 5,9 jours en juillet. Pour la période 1991-2020, la température moyenne annuelle observée sur la station météorologique la plus proche, située sur la commune de Fanjeaux à 11 km à vol d'oiseau, est de 14,3 °C et le cumul annuel moyen de précipitations est de 625,0 mm,. Pour l'avenir, les paramètres climatiques de la commune estimés pour 2050 selon différents scénarios d'émission de gaz à effet de serre sont consultables sur un site dédié publié par Météo-France en novembre 2022.

### Milieux naturels et biodiversité

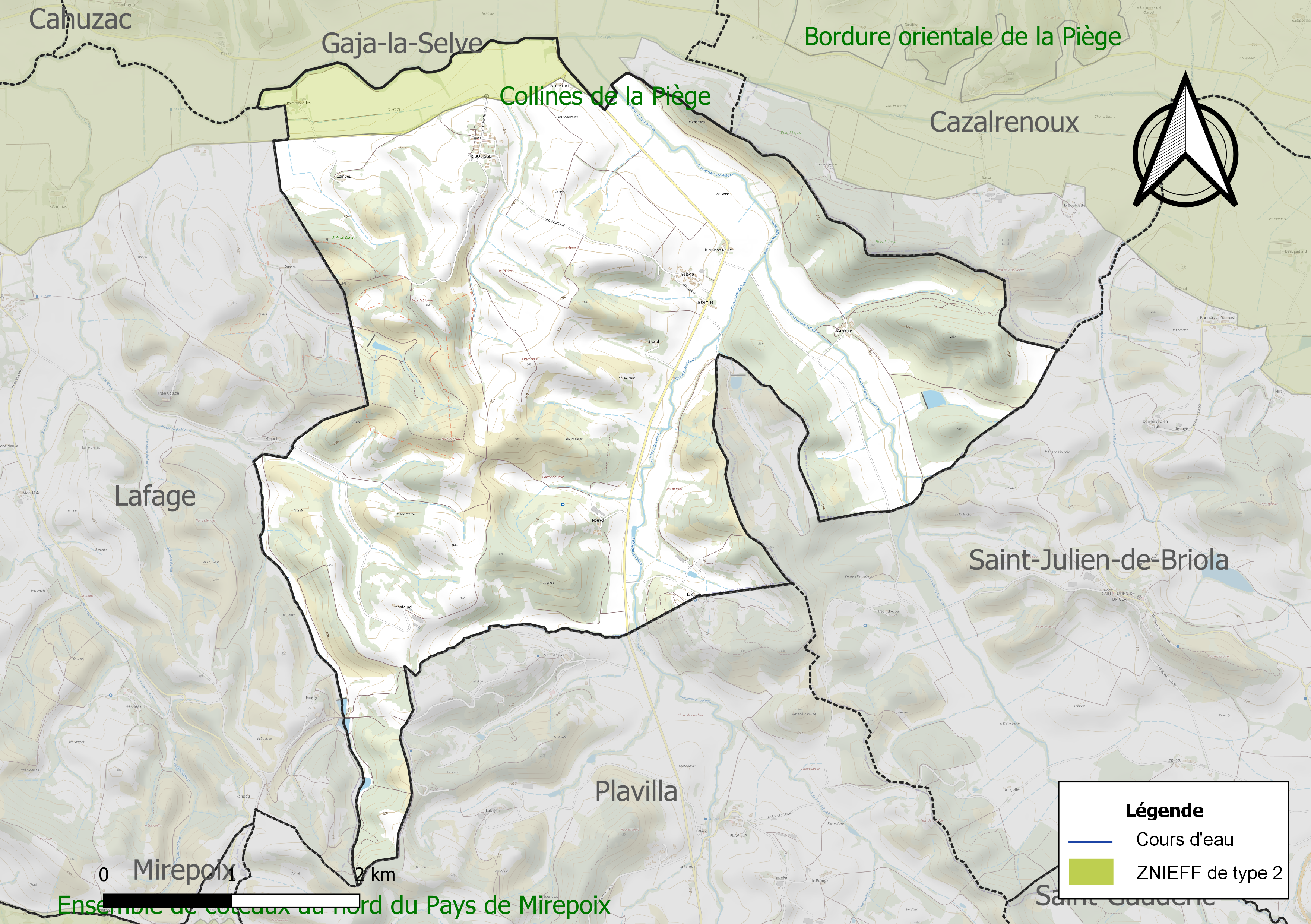
Carte de la ZNIEFF de type 2 localisée sur la commune.

L’inventaire des zones naturelles d'intérêt écologique, faunistique et floristique (ZNIEFF) a pour objectif de réaliser une couverture des zones les plus intéressantes sur le plan écologique, essentiellement dans la perspective d’améliorer la connaissance du patrimoine naturel national et de fournir aux différents décideurs un outil d’aide à la prise en compte de l’environnement dans l’aménagement du territoire.
Une ZNIEFF de type 2 est recensée sur la commune :
les « collines de la Piège » (27 918 ha), couvrant 40 communes dont 38 dans l'Aude et 2 dans la Haute-Garonne.

## Urbanisme

### Typologie
Au 1er janvier 2024, Ribouisse est catégorisée commune rurale à habitat très dispersé, selon la nouvelle grille communale de densité à 7 niveaux définie par l'Insee en 2022.
Elle est située hors unité urbaine. Par ailleurs la commune fait partie de l'aire d'attraction de Castelnaudary, dont elle est une commune de la couronne,. Cette aire, qui regroupe 34 communes, est catégorisée dans les aires de moins de 50 000 habitants,.

### Occupation des sols
L'occupation des sols de la commune, telle qu'elle ressort de la base de données européenne d’occupation biophysique des sols Corine Land Cover (CLC), est marquée par l'importance des territoires agricoles (69,8 % en 2018), une proportion identique à celle de 1990 (69,8 %). La répartition détaillée en 2018 est la suivante : 
zones agricoles hétérogènes (40,6 %), prairies (25,7 %), forêts (23,1 %), milieux à végétation arbustive et/ou herbacée (7,1 %), terres arables (3,6 %). L'évolution de l’occupation des sols de la commune et de ses infrastructures peut être observée sur les différentes représentations cartographiques du territoire : la carte de Cassini (XVIIIe siècle), la carte d'état-major (1820-1866) et les cartes ou photos aériennes de l'IGN pour la période actuelle (1950 à aujourd'hui).

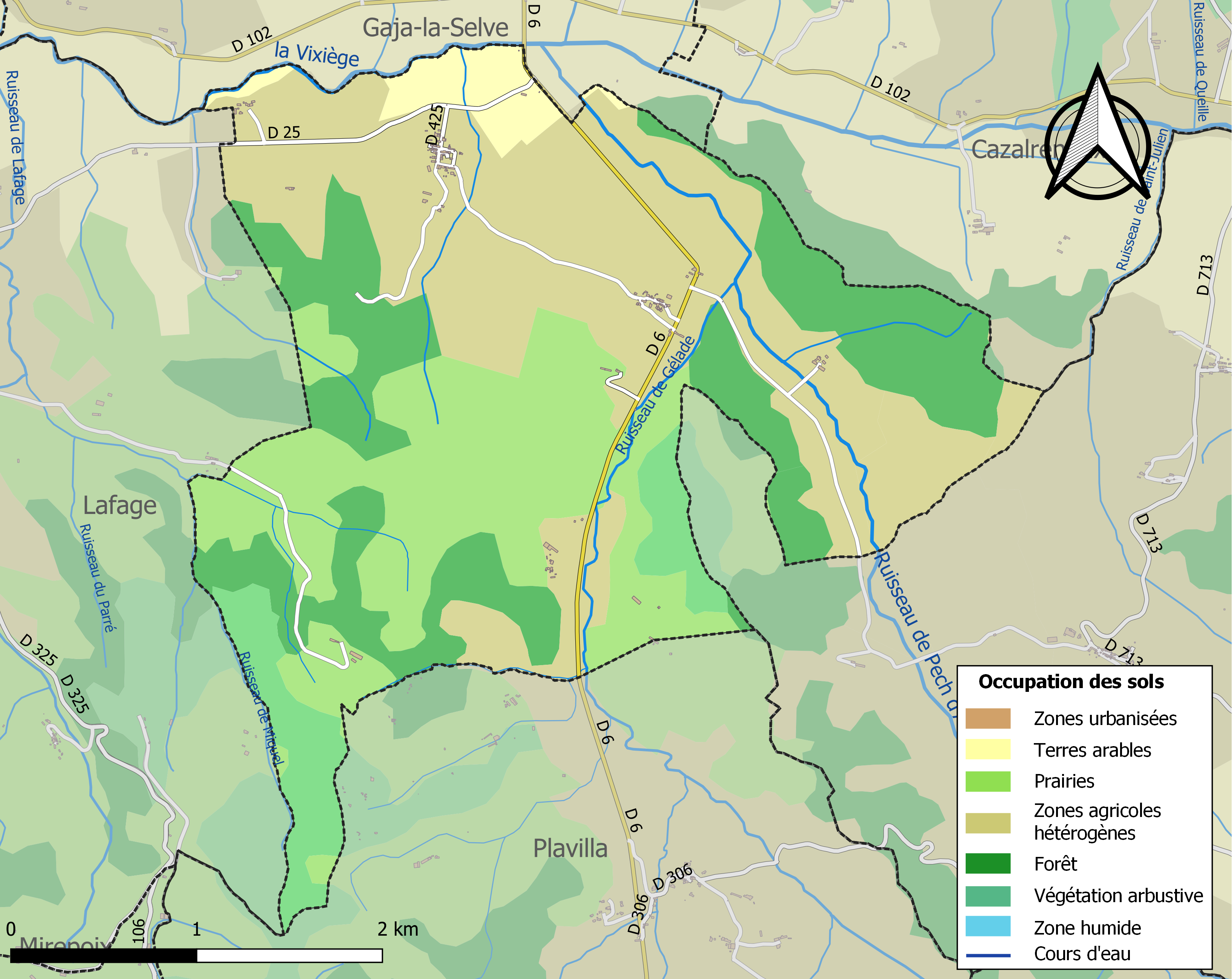
Carte des infrastructures et de l'occupation des sols de la commune en 2018 (CLC).

### Risques majeurs
Le territoire de la commune de Ribouisse est vulnérable à différents aléas naturels : météorologiques (tempête, orage, neige, grand froid, canicule ou sécheresse) et séisme (sismicité faible). Un site publié par le BRGM permet d'évaluer simplement et rapidement les risques d'un bien localisé soit par son adresse soit par le numéro de sa parcelle.

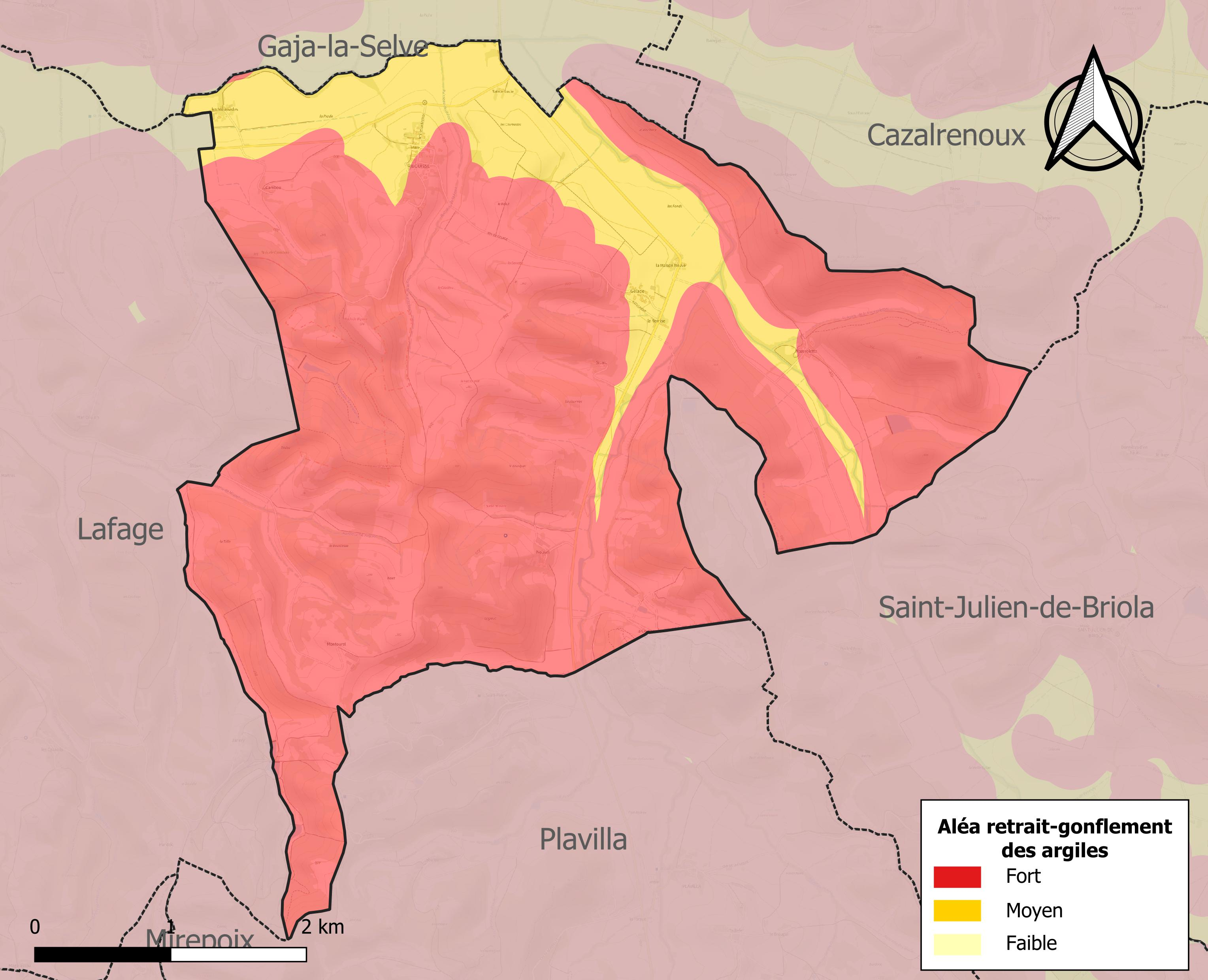
Carte des zones d'aléa retrait-gonflement des sols argileux de Ribouisse.

Le retrait-gonflement des sols argileux est susceptible d'engendrer des dommages importants aux bâtiments en cas d’alternance de périodes de sécheresse et de pluie. La totalité de la commune est en aléa moyen ou fort (75,2 % au niveau départemental et 48,5 % au niveau national). Sur les 63 bâtiments dénombrés sur la commune en 2019, 63 sont en aléa moyen ou fort, soit 100 %, à comparer aux 94 % au niveau départemental et 54 % au niveau national. Une cartographie de l'exposition du territoire national au retrait gonflement des sols argileux est disponible sur le site du BRGM,.

## Politique et administration

### Liste des maires
| Période                                  | Période  | Identité         | Étiquette | Qualité |
| ---------------------------------------- | -------- | ---------------- | --------- | ------- |
| avant 1988                               | ?        | Paul Maris       | PS        |         |
| mars 2008                                | En cours | Christian Lucato |           |         |
| Les données manquantes sont à compléter. |          |                  |           |         |

## Démographie
L'évolution du nombre d'habitants est connue à travers les recensements de la population effectués dans la commune depuis 1793. Pour les communes de moins de 10 000 habitants, une enquête de recensement portant sur toute la population est réalisée tous les cinq ans, les populations de référence des années intermédiaires étant quant à elles estimées par interpolation ou extrapolation. Pour la commune, le premier recensement exhaustif entrant dans le cadre du nouveau dispositif a été réalisé en 2007.

En 2022, la commune comptait 101 habitants, en évolution de −7,34 % par rapport à 2016 (Aude : +2,65 %, France hors Mayotte : +2,11 %).
| 1793 | 1800 | 1806 | 1821 | 1831 | 1836 | 1841 | 1846 | 1851 |
| ---- | ---- | ---- | ---- | ---- | ---- | ---- | ---- | ---- |
| 271  | 215  | 293  | 262  | 331  | 336  | 375  | 345  | 340  |

| 1856 | 1861 | 1866 | 1872 | 1876 | 1881 | 1886 | 1891 | 1896 |
| ---- | ---- | ---- | ---- | ---- | ---- | ---- | ---- | ---- |
| 326  | 311  | 281  | 260  | 239  | 235  | 263  | 226  | 223  |

| 1901 | 1906 | 1911 | 1921 | 1926 | 1931 | 1936 | 1946 | 1954 |
| ---- | ---- | ---- | ---- | ---- | ---- | ---- | ---- | ---- |
| 186  | 199  | 221  | 210  | 230  | 211  | 181  | 203  | 208  |

| 1962 | 1968 | 1975 | 1982 | 1990 | 1999 | 2006 | 2007 | 2012 |
| ---- | ---- | ---- | ---- | ---- | ---- | ---- | ---- | ---- |
| 158  | 152  | 122  | 110  | 122  | 103  | 105  | 105  | 106  |

| 2017 | 2022 | - | - | - | - | - | - | - |
| ---- | ---- | - | - | - | - | - | - | - |
| 109  | 101  | - | - | - | - | - | - | - |

## Distinctions culturelles
Ribouisse fait partie des communes ayant reçu l’étoile verte espérantiste, distinction remise aux maires de communes recensant des locuteurs de la langue construite espéranto.

## Économie

### Emploi
| Division       | 2008   | 2013   | 2018   |
| -------------- | ------ | ------ | ------ |
| Commune        | 10,3 % | 3,1 %  | 10,7 % |
| Département    | 10,2 % | 12,8 % | 12,6 % |
| France entière | 8,3 %  | 10 %   | 10 %   |

En 2018, la population âgée de 15 à 64 ans s'élève à 56 personnes, parmi lesquelles on compte 83,9 % d'actifs (73,2 % ayant un emploi et 10,7 % de chômeurs) et 16,1 % d'inactifs,. En  2018, le taux de chômage communal (au sens du recensement) des 15-64 ans est inférieur à celui du département, mais supérieur à celui de la France, alors qu'en 2008 il était supérieur à celui du département.
La commune fait partie de la couronne de l'aire d'attraction de Castelnaudary, du fait qu'au moins 15 % des actifs travaillent dans le pôle,. Elle compte 14 emplois en 2018, contre 12 en 2013 et 17 en 2008. Le nombre d'actifs ayant un emploi résidant dans la commune est de 42, soit un indicateur de concentration d'emploi de 33,3 % et un taux d'activité parmi les 15 ans ou plus de 55,8 %.
Sur ces 42 actifs de 15 ans ou plus ayant un emploi, 13 travaillent dans la commune, soit 31 % des habitants. Pour se rendre au travail, 83,3 % des habitants utilisent un véhicule personnel ou de fonction à quatre roues, 4,8 % les transports en commun et 11,9 % n'ont pas besoin de transport (travail au domicile).

### Activités hors agriculture
3 établissements sont implantés  à Ribouisse au 31 décembre 2019.
Le secteur des activités spécialisées, scientifiques et techniques et des activités de services administratifs et de soutien est prépondérant sur la commune puisqu'il représente 66,7 % du nombre total d'établissements de la commune (2 sur les 3 entreprises implantées  à Ribouisse), contre 13,3 % au niveau départemental.

### Agriculture
|               | 1988 | 2000 | 2010 | 2020 |
| ------------- | ---- | ---- | ---- | ---- |
| Exploitations | 13   | 9    | 10   | 9    |
| SAU (ha)      | 522  | 829  | 777  | 762  |

La commune est dans le Razès, une petite région agricole occupant l'ouest du département de l'Aude, également dénommée localement « Volvestre et Razès ». En 2020, l'orientation technico-économique de l'agriculture  sur la commune est la polyculture et/ou le polyélevage. Neuf exploitations agricoles ayant leur siège dans la commune sont dénombrées lors du recensement agricole de 2020 (13 en 1988). La superficie agricole utilisée est de 762 ha,,.

## Culture locale et patrimoine

### Lieux et monuments
- Église de l'Assomption de Ribouisse.

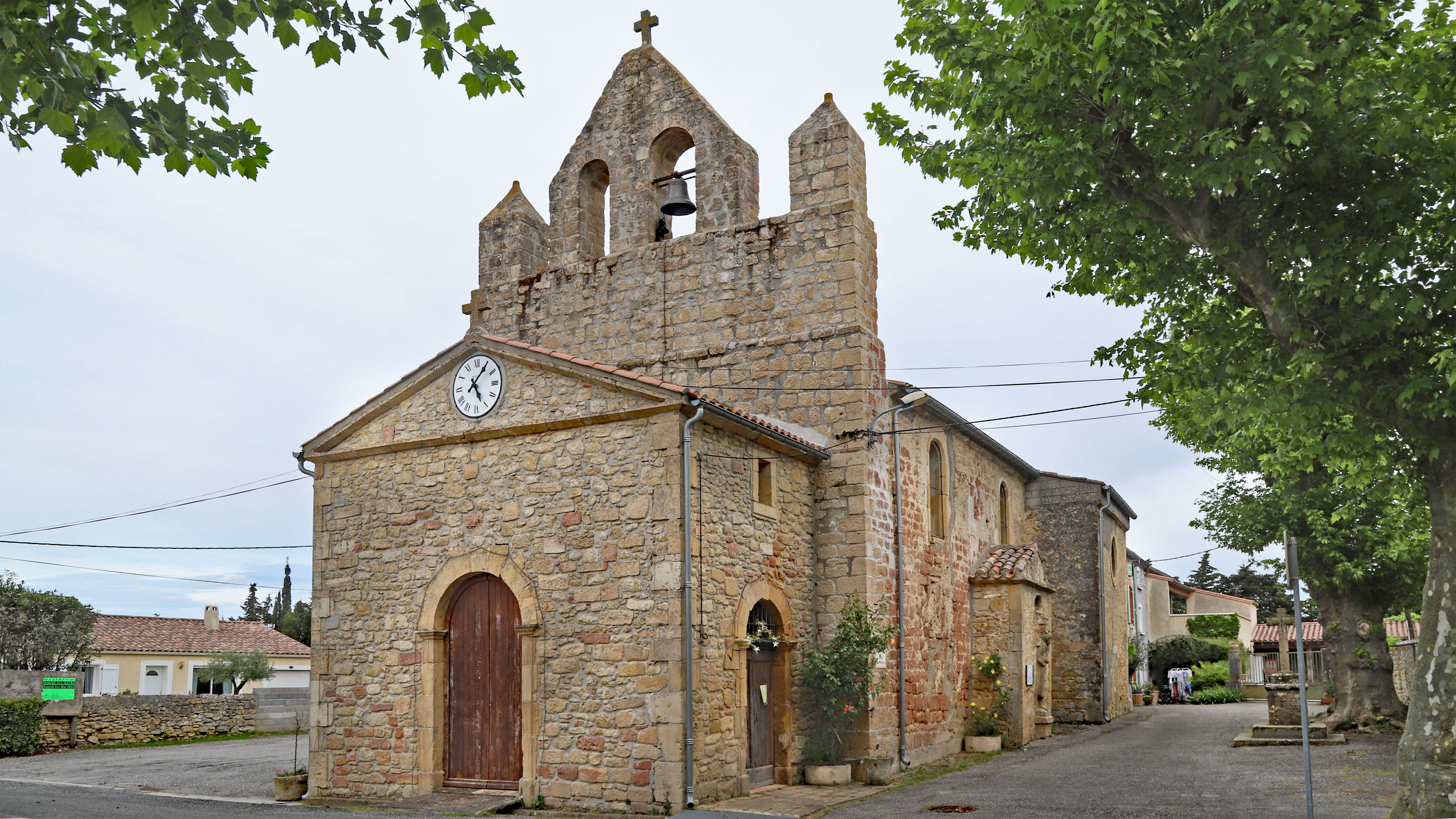
L'église de l'Assompption.
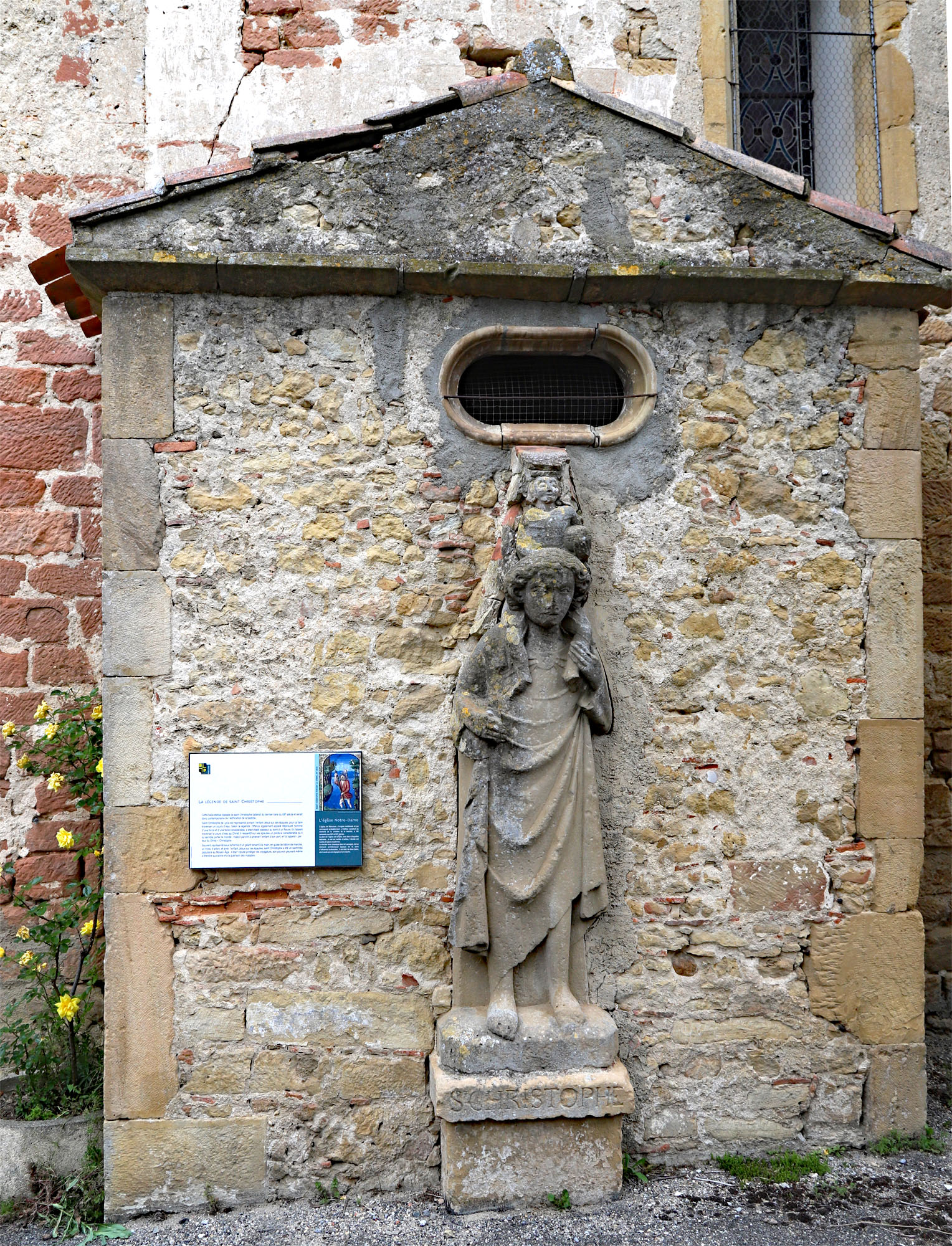
Statue de Saint-Christophe.
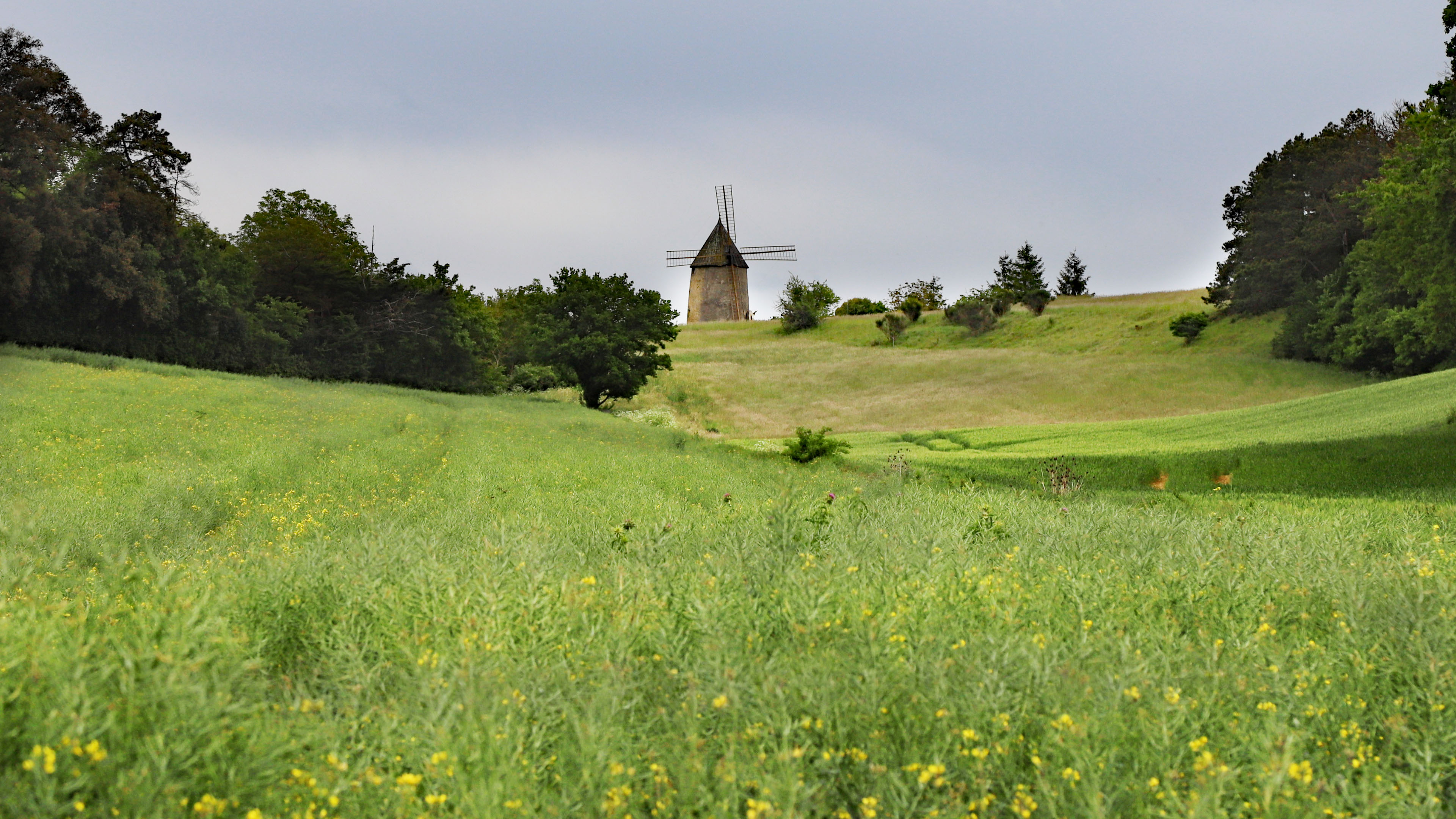
Le moulin de Ribouisse.

### Héraldique
| Blason de Ribouisse | Blason  | Écartelé d'or et de sable, à la croix brochant de l'un en l'autre. |
| Blason de Ribouisse | Détails | Le statut officiel du blason reste à déterminer.                   |